# Vittorio Amedeo II di Savoia
Vittorio Amedeo II di Savoia, ovvero Vittorio Amedeo Francesco di Savoia (Torino, 14 maggio 1666 – Moncalieri, 31 ottobre 1732), è stato sovrano dello Stato sabaudo dal 1675 al 1730, re di Sicilia dal 1713 al 1720 e re di Sardegna dal 1720 al 1730. Fu soprannominato la Volpe Savoiarda.

Col suo lungo governo trasformò radicalmente la politica sabauda, fino ad allora influenzata dalle potenze straniere quali Francia o Spagna, rivendicando orgogliosamente l'indipendenza del piccolo stato dalle vicine nazioni (si pensi, ad esempio, all'episodio dell'assedio di Torino). Vittorio Amedeo II seppe portare avanti questa strategia sino a cingere l'ambita corona reale.

## Biografia

### Infanzia e giovinezza
Figlio di Carlo Emanuele II di Savoia e di Maria Giovanna Battista di Savoia-Nemours, fu battezzato con i nomi di Vittorio Amedeo Francesco e fu subito nominato principe di Piemonte, titolo che nello Stato sabaudo spettava tradizionalmente all'erede al trono.
Da quando il padre Carlo Emanuele II di Savoia era asceso al trono nel 1638, ad appena quattro anni, principe ereditario era stato prima il cardinal Maurizio (sino al 1657), e poi il nipote di questi Emanuele Filiberto di Savoia-Carignano. Quando Carlo Emanuele II di Savoia morì improvvisamente, Vittorio Amedeo II si trovò ad esser duca ad appena nove anni e il principe di Carignano ridivenne erede al trono.
La reggenza venne affidata alla madre, donna ambiziosa e intrigante, ma non energica, la quale aveva tutto l'interesse a mantenere lo Stato sabaudo nell'orbita francese, in cui già si trovava, e possibilmente a conservare il potere. Per questo motivo "Madama Reale" (titolo che le spettava in quanto il suo defunto marito si era insignito del titolo di re di Cipro e di Gerusalemme, come erede dei Lusignano), sorella di Maria Francesca di Savoia-Nemours, regina del Portogallo, cercò di indurre il figlio a un matrimonio con la cugina Isabella Luisa di Braganza, figlia di Pietro II del Portogallo. All'epoca Vittorio Amedeo aveva soltanto tredici anni, per cui fu facile giungere all'accordo matrimoniale, che l'avrebbe visto divenire re del Portogallo e che l'avrebbe obbligato al soggiorno a Lisbona dal momento della celebrazione del matrimonio. L'atto venne rogato il 15 maggio 1679.
Ma il giovane principe non aveva intenzione di partire: quando il delegato lusitano, il duca di Cadaval Nuno Álvares Pereira de Melo, arrivò a Torino, Vittorio Amedeo si dichiarò colto da un attacco di febbre finché non riuscì ad evitare le nozze. Per i suoi sudditi piemontesi, che avevano visto con terrore la possibilità che il loro duca diventasse re del Portogallo, temendo che il Piemonte si trovasse nella stessa condizione della Lombardia nei confronti della Spagna, fu momento di gran festa.
È in questo momento (verso il 1680) che avvennero moti insurrezionali in molte parti del Piemonte, specialmente a Mondovì (le cosiddette guerre del sale).

### Guerre del sale

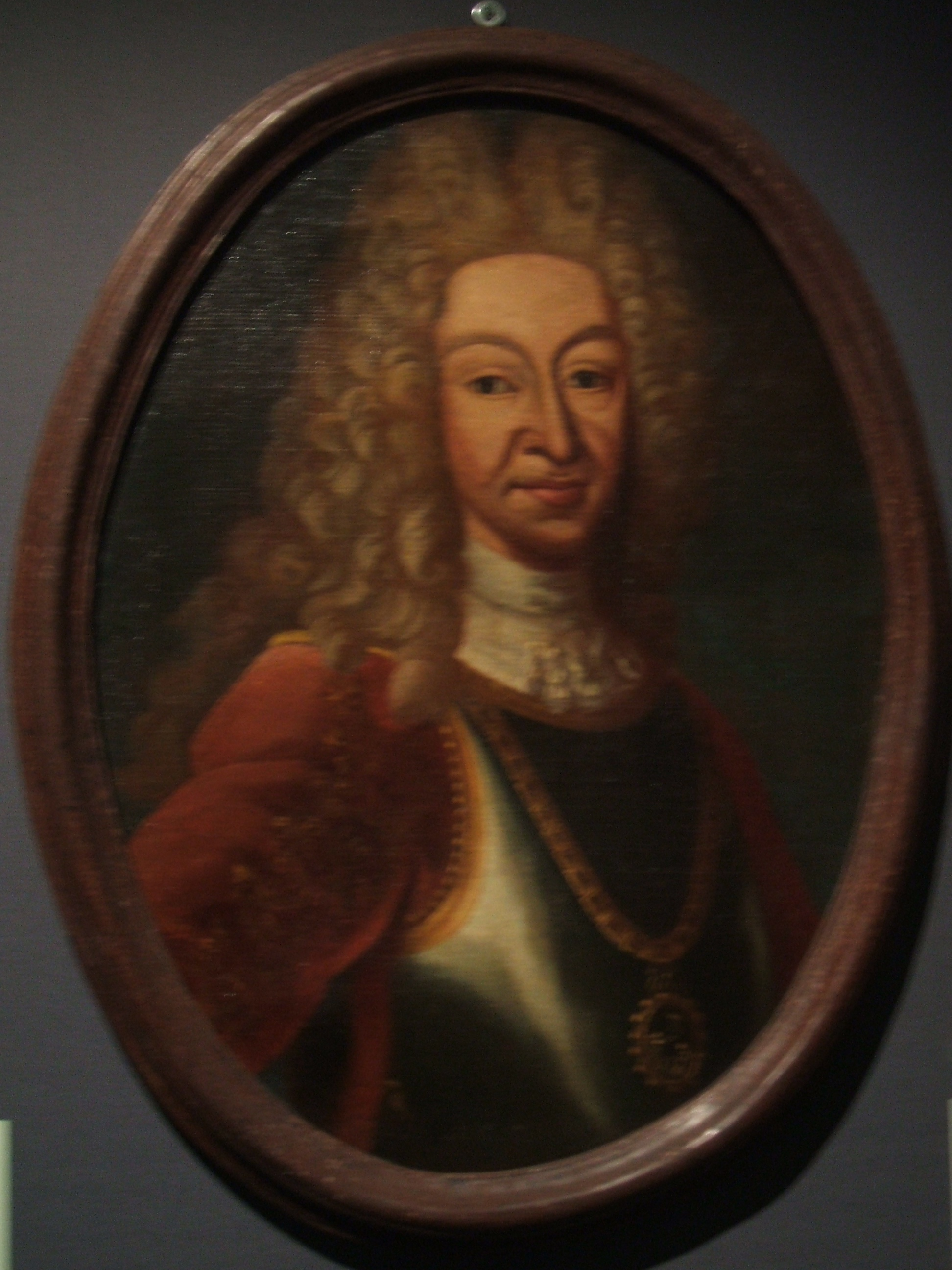
Vittorio Amedeo II di Savoia

Le agitazioni erano dovute alle impopolari gabelle sul sale e alle imposte tributarie che tutte le città sabaude dovevano versare alla Corona dai tempi di Emanuele Filiberto. Il clero ne era ovviamente esentato. Dai tempi del duca "Testa di Ferro" non era cambiato l'ammontare della cifra che ogni comune doveva versare annualmente e si erano generati grandi squilibri, aumentando il malcontento popolare. Un malcontento che esplose con violenza a Mondovì, dove i popolani si rifiutarono di pagare le imposte all'emissario sabaudo, Andrea Cantatore di Breo. Questi era un ex frate cappuccino che aveva abbandonato la tonaca e che ora odiava la religione ed i suoi ministri. I primi monregalesi che egli visitò furono ovviamente i religiosi, a cui sottrasse anche dei tesori.
Questi cercarono di reagire e si organizzarono in compagnie per stanare il Cantatore, ma non riuscirono a rintracciarlo, anche perché si trovarono di fronte le masnade degli scagnozzi dell'esattore, armati di tutto punto, contro i quali i semplici frati non potevano sperare di avere la meglio. Intanto l'intera Mondovì era insorta. Da Torino venne richiamato il Cantatore e venne inviato don Gabriele di Savoia, con l'esercito, per piegare definitivamente i rivoltosi. All'inizio sembrò semplice sottomettere i poveri contadini, armati per lo più solo con i loro attrezzi da lavoro, ma i successi di don Gabriele erano apparenti: quando un paese veniva sottomesso, un altro insorgeva. A Montaldo, uno dei paesi più tenaci nella ribellione, i soldati regi persero più di duecento uomini contro la decina di contadini montaldesi che avevano attaccato l'esercito sabaudo per vari giorni con azioni di guerriglia. Gli stessi montaldesi occuparono poi la fortezza regia di Vico.
I moti raggiunsero così rapidamente dimensioni pericolose: c'era la possibilità che tutto il Piemonte insorgesse. Perciò, la Madama Reale dovette cedere alle richieste dei monregalesi e si rappacificò con loro. I rappresentanti della città di Mondovì si recarono a Torino per stipulare i trattati e furono accolti cordialmente anche dal giovane duca Vittorio Amedeo, ancora costretto a letto da quella febbre che aveva impedito il matrimonio con la cugina portoghese.

### Primo matrimonio e presa del potere

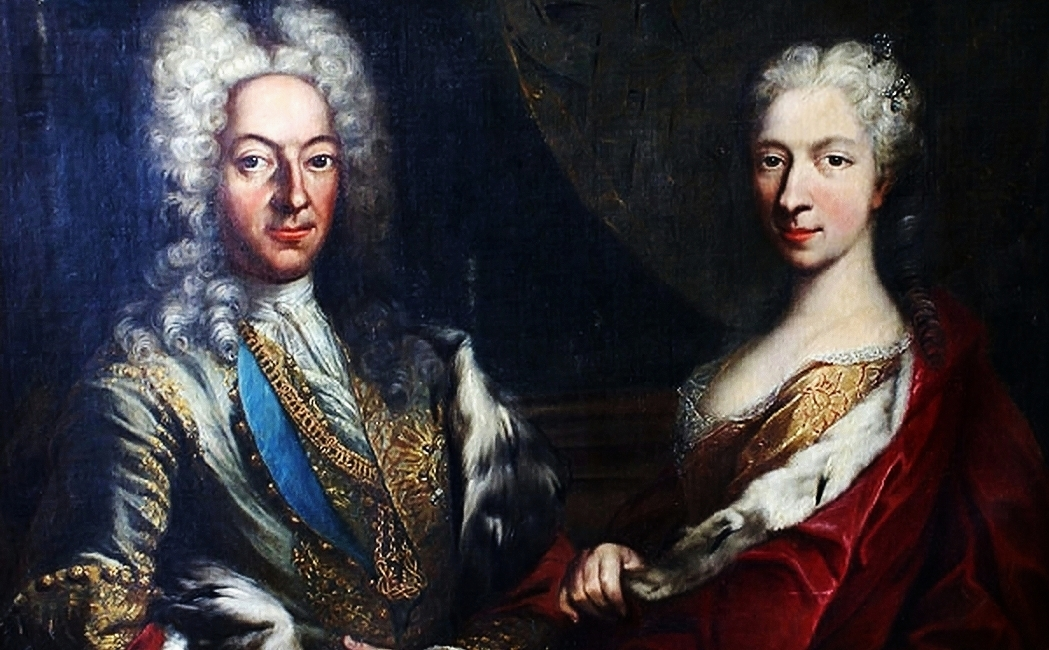
Ritratto di Vittorio Amedeo II e Anna Maria di Orléans

Nonostante avesse raggiunto la maggiore età nel 1681 (per i sovrani essa era segnata dal raggiungimento del quindicesimo anno d'età), Vittorio Amedeo II non aveva ancora preso realmente il potere nelle sue mani. Per farlo, egli aveva bisogno di spezzare l'alleanza che la madre aveva stretto con Luigi XIV di Francia e di cui il progettato matrimonio portoghese era solo una delle conseguenze. Egli allora scelse di condurre direttamente le trattative per il proprio matrimonio e, spiazzando la madre, si rivolse proprio a Luigi XIV. Tradizionalmente, i principi sabaudi sposavano figli di imperatori o di re (e soprattutto non sposavano mai principesse italiane, le cui famiglie consideravano di rango inferiore). A causa del legame con la Francia determinatosi dopo la sconfitta di Carlo Emanuele I nel 1630, era necessario che tale principessa fosse francese. Tuttavia Luigi XIV non aveva avuto figlie femmine. Già Carlo Emanuele II aveva sposato in prime nozze Francesca Maddalena d'Orléans, figlia di Gastone di Francia, Duca d'Orléans, fratello di Luigi XIII, che era all'epoca la principessa più vicina al re di Francia. Vittorio Amedeo II fece lo stesso. Poiché Luigi XIV aveva avuto solo figli maschi, la scelta della sposa cadde su Anna Maria di Orléans, figlia di Filippo di Francia, Duca d'Orléans, fratello del re. Si noti che solo pochi anni prima, nel 1679, la sorella maggiore della sposa, Maria Luisa (1662-1689), aveva sposato il re di Spagna Carlo II.
Con la stipula del contratto di nozze, Vittorio Amedeo II s'era garantito l'appoggio di Luigi XIV. Poté, quindi, sferrare con tranquillità l'attacco alla madre, dichiarando l'assunzione diretta del potere. A Maria Giovanna Battista non restò che fare buon viso a cattivo gioco, accettando la situazione e scrivendo al figlio un'affettuosa lettera, in cui ella stessa dichiarava di volergli consegnare spontaneamente il potere che lei tanto gelosamente aveva mantenuto fino ad allora nelle sue mani. Da allora, comunque, i suoi rapporti col figlio divennero ancora più freddi e durante la guerra della Lega di Augusta non esitò ad inviare a Luigi XIV copia dei bilanci militari sabaudi per informarlo di quali fossero le vere forze di Vittorio Amedeo.

### Persecuzioni dei valdesi

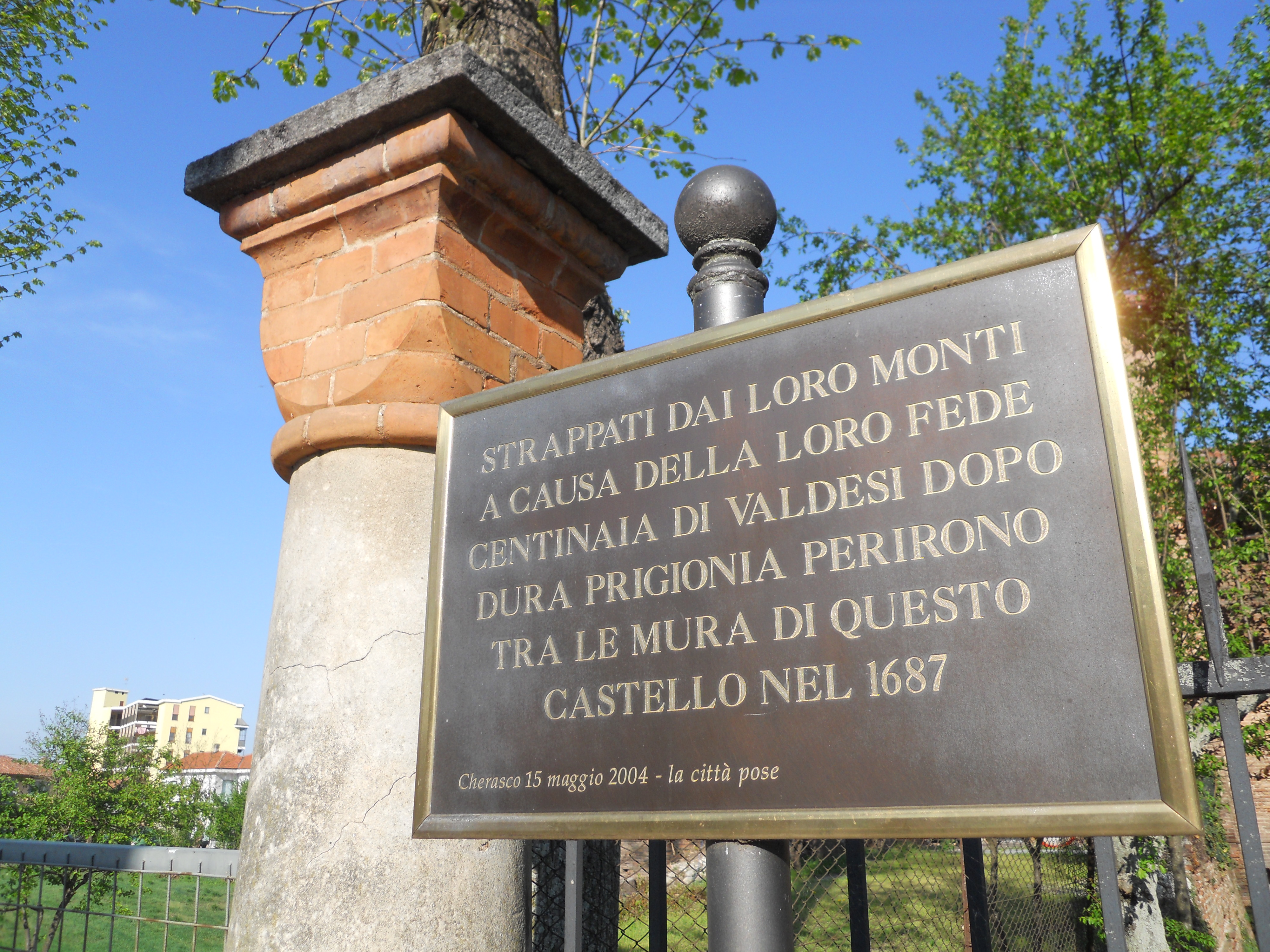
Targa in ricordo della prigionia dei Valdesi a Cherasco

Ancora una volta si assistette alle persecuzioni dei valdesi. Era un'espressa volontà di Luigi XIV, infatti, che la minoranza valdese fosse annientata. La Corona di Torino, in parte per quanto accaduto al tempo delle guerre dei Principisti e dei Madamisti e molto a causa della politica di Madama Reale, era ormai completamente asservita ai "consigli" che arrivavano, a guisa di ordini, da Versailles e Vittorio Amedeo dovette accettare la presenza in Piemonte di un grosso contingente francese per cacciare i Valdesi.
Gli orgogliosi seguaci della dottrina di Pietro Valdo, infatti, vivevano nelle loro valli intorno a Torre Pellice e, minacciati, fecero della Val d'Angrogna la loro roccaforte. La persecuzione iniziò nel 1686 e ci furono episodi di ferocia, a cui sopravvissero pochissimi eretici. Gli altri, o condannati sommariamente o incarcerati a Torino e Cherasco, furono tenuti in condizioni durissime e privati di ogni conforto spirituale (se si esclude l'intervento che ebbe il Valfré) e vennero liberati solo dopo una lunga prigionia per intercessione dei Cantoni della Svizzera, che accettarono di accoglierli come profughi.
Pochissimo tempo dopo, mutato il clima politico con l'avvicinamento della Grande Alleanza a Vittorio Amedeo per staccarlo dall'alleanza francese e indebolire Luigi XIV, i superstiti, guidati da Giosuè Janavel e dal pastore Arnaud, rientrarono nel Ducato, con il cosiddetto "Glorioso rimpatrio", battendosi contro i francesi, ma evitando accuratamente le truppe ducali che, da parte loro, li cercavano solo dove sapevano di non trovarli.

### Vittorio Amedeo II si ribella alla Francia

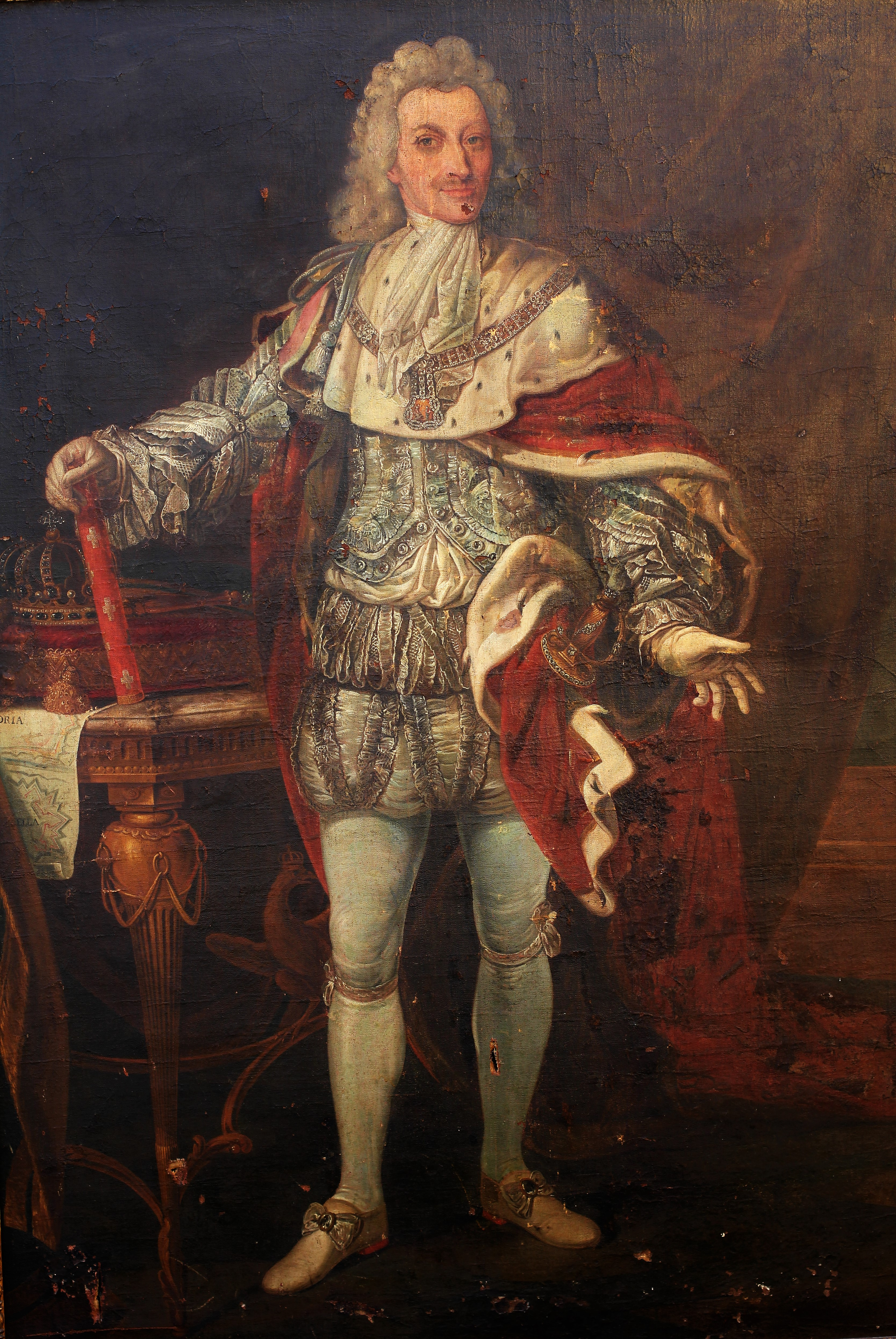
Vittorio Amedeo II col collare dell'Annunziata e la mappa con il progetto di una nuova Cittadella in Alessandria

Vittorio Amedeo sapeva che, se voleva garantirsi la sopravvivenza politica dello Stato, doveva liberarsi dalla sempre più opprimente influenza della Francia. Per questo, quando si formò la Lega di Augusta, fondata nel 1686 tra le principali potenze europee per contrastare la politica espansionistica di Luigi XIV, pur prendendo contatti col sovrano transalpino, decise di aderirvi e si recò a Venezia in incognito per poter discutere con i rappresentanti della Lega.
Luigi XIV, entrato in guerra all'improvviso contro la Lega nel 1688, chiese a Vittorio Amedeo tre reggimenti da 1.000 fanti ciascuno; egli rispose di poterne dare solo 1.200, perché i suoi reggimenti ne contavano 400 l'uno. Luigi XIV si accontentò, ma poi gli vietò di ricorrere a nuovi arruolamenti, imponendogli pure di limitare gli effettivi dell'esercito ducale a non più di 2.000 uomini, ragion per cui, verso la fine del 1689, Vittorio Amedeo, dicendosi indifeso, volle richiamare i suoi reggimenti che militavano nelle file francesi in Fiandra, ma Luigi gli diede scacco: non gli restituì i piemontesi e gli offrì invece 5 o 6.000 dragoni francesi.
Apparentemente gli impediva di dirsi indifeso – nei confronti degli spagnoli dello Stato di Milano, 6.000 francesi costituivano una dissuasione maggiore che 1.200 piemontesi - ma in realtà lo manteneva debole e gli imponeva un esercito d'occupazione. Per di più a Versailles si sapeva che le forze sabaude ammontavano a 9-10.000 uomini, poiché Madama Reale aveva mandato al ministro Louvois una copia del bilancio di quell'anno, da cui risultavano un'entrata di 8 milioni di lire e la forza dell'esercito.
Intanto, non ancora pronto alla guerra, Vittorio Amedeo decise d'aggirare il divieto di Luigi XIV di tenere in armi più di 2.000 soldati e richiamò a rotazione tutta la milizia. Chiamando e congedando i contingenti uno dopo l'altro, riuscì a non superare la quota impostagli da Versailles e a tenere in addestramento tutto l'esercito. La Lega intanto aveva accettato le condizioni territoriali e finanziarie avanzate da Vittorio Amedeo per aderire, ma alcune indiscrezioni sulle trattative arrivarono a Versailles, seguite dalla notizia che l'8 febbraio 1690 Vittorio Amedeo aveva pagato un milione di lire all'imperatore per l'acquisto dei feudi delle Langhe. Luigi XIV gli scrisse allora che considerava un atto antifrancese qualsiasi versamento di denaro all'imperatore; Vittorio Amedeo rispose dicendo che i banchieri avevano provveduto, di loro iniziativa, al saldo all'imperatore Leopoldo I e Luigi allora gli fece arrivare un ultimatum tramite Nicolas Catinat.
A Luigi XIV - gli disse il generale Catinat - l'accaduto era spiaciuto e voleva una prova di buona volontà da parte piemontese, consistente nella messa a disposizione della Francia di due reggimenti di fanteria e due di dragoni entro 48 ore, altrimenti sarebbe stata guerra. Vittorio Amedeo protestò di nuovo la propria buona fede e venne fuori che, forse, Luigi XIV avrebbe potuto accettare di considerare una prova d'amicizia la cessione della cittadella di Torino e della rocca di Verrua, ormai le ultime rimaste ai Savoia. Allora il duca di Savoia finse di accondiscendere, dichiarò che avrebbe mandato all'ambasciatore a Versailles istruzioni di stipulare un trattato in tal senso e riuscì ad evitare all'ultimo momento che le truppe francesi gli devastassero il Ducato, quando già si stavano mettendo in movimento; poi, firmati gli accordi con la Spagna e l'Impero, convocò l'ambasciatore francese e gli annunciò formalmente la propria nuova posizione e la guerra.

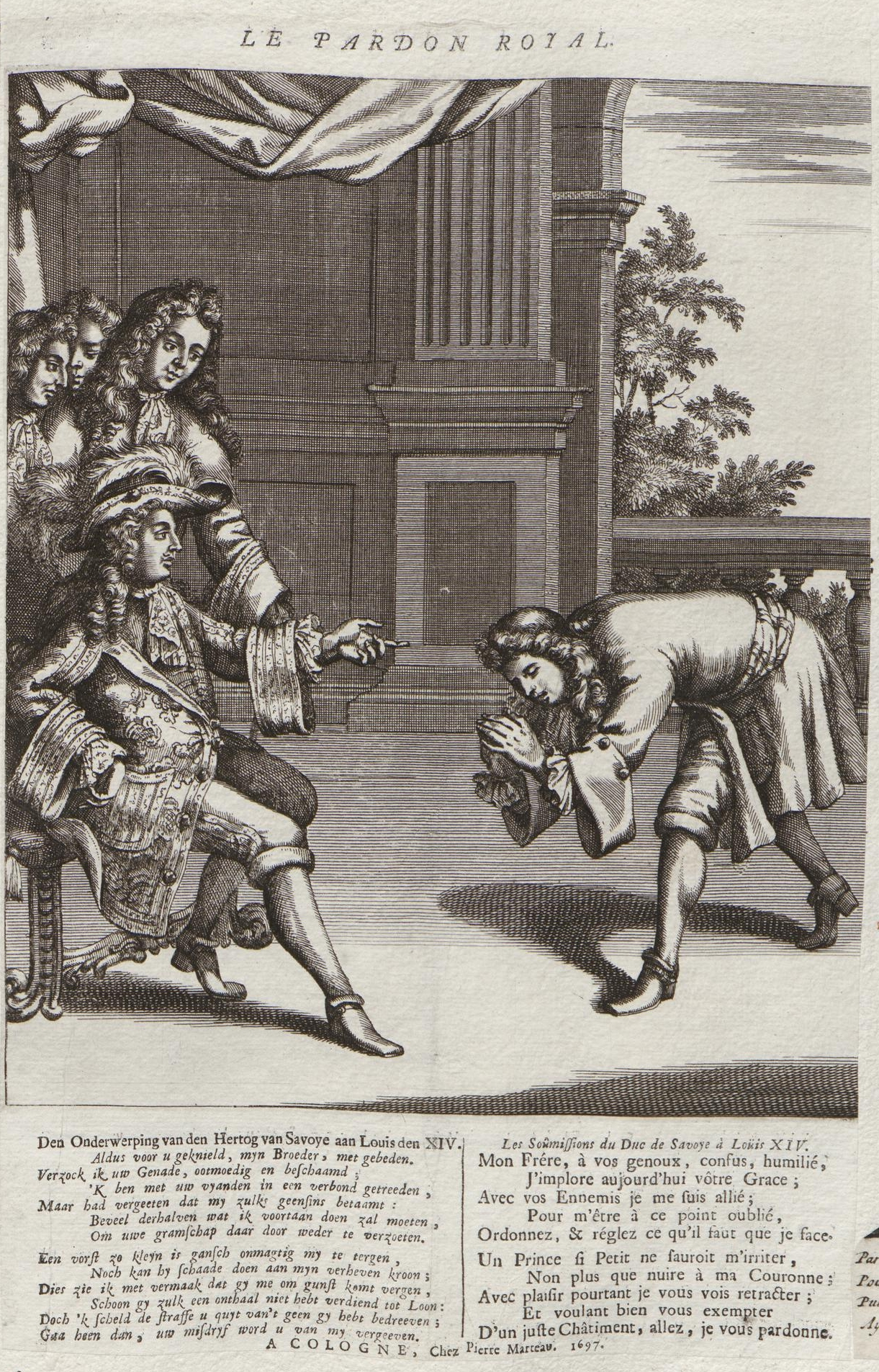
Vittorio Amedeo e Luigi XIV di Francia in una stampa del 1697

L'esercito francese, guidato da Catinat, incominciò a devastare il Piemonte, contrastato dai contadini e dalla milizia, finché il 17 agosto 1690 lasciò Cavour e nel pomeriggio prese ad attraversare il Po nei pressi di Staffarda, dove fu attaccato dall'armata alleata, composta da reparti sabaudi e spagnoli, ingaggiando quella che è nota come battaglia di Staffarda; Vittorio Amedeo subì tuttavia una cocente disfatta e la situazione parve più critica di quello che era. 
Grazie al sistema della milizia e al profondo attaccamento che il popolo aveva per il suo duca, la compattezza contro i francesi fu notevole, così come il patriottismo dimostrato. Nel 1691 venne diffuso in tutto lo Stato l'opuscolo di Sebastiano Valfrè intitolato Il modo di santificare la guerra, con il quale il beato religioso intendeva incitare ancor più i popolani a cacciare lo straniero ed a difendere il loro sovrano. Nel 1691 i francesi tentarono un assedio a Cuneo, ma una colonna di soccorso, guidata dal principe Eugenio di Savoia-Soissons, li mise in rotta. Nel 1692 Eugenio e Vittorio Amedeo condussero una fortunata incursione in Francia, devastando il Delfinato, e infine, nel 1693, mentre l'esercito sabaudo-ispano-imperiale assediava Pinerolo, in mano ai francesi da oltre mezzo secolo, un corpo di soccorso francese si avvicinò e fu affrontato dagli alleati il 4 ottobre nella battaglia della Marsaglia. All'ultimo momento, a un passo dalla vittoria, a causa del cedimento delle truppe spagnole, i piemontesi vennero ancora battuti.
Nonostante questo, Vittorio Amedeo poté continuare la guerra e, sfruttando la stanchezza dei francesi, impegnati su più fronti, dopo aver posto l'assedio a Casale Monferrato nel 1693, riuscì ad indurre Luigi XIV alla pace, ottenendo i maggiori vantaggi possibili, prima che i suoi alleati facessero lo stesso ai suoi danni. Col trattato di Pinerolo, poi confermato dal trattato di Torino, Vittorio Amedeo ottenne la restituzione di Pinerolo e del corridoio che l'univa alla Francia, formato dai comuni sulla sponda sinistra della Val Chisone fino a Perosa, la cui occupazione risaliva al 1630, la restituzione di tutti i territori sabaudi conquistati dai francesi durante la guerra e, infine, la neutralità del Piemonte, per mantenere la quale l'esercito francese e quello piemontese avrebbero agito uniti contro gli Alleati se non l'avessero accettata. Inoltre la corte di Versailles avrebbe concesso a Vittorio Amedeo il trattamento regio - di cui già godeva da parte di quelle di Madrid, Vienna e Londra - e il matrimonio del Duca di Borgogna, nipote di Luigi XIV e presunto futuro re di Francia, con sua figlia Maria Adelaide di Savoia. Dopo sei anni di guerra il Duca aveva raggiunto i suoi scopi in pieno e poteva ritenersi politicamente soddisfatto.

### Guerra di successione spagnola

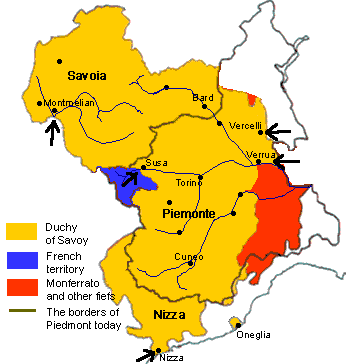
Carta del Piemonte durante l'invasione francese

La fine della guerra della Lega di Augusta o della Grande Alleanza non aveva contribuito a disegnare un nuovo equilibrio nel continente. Pretesto per i più ambiziosi progetti mai sognati da Luigi XIV fu la morte senza eredi di Carlo II di Spagna, nel 1700, che sancì l'inizio di quel conflitto che avrebbe preso il nome di guerra di successione spagnola. Anche il duca di Savoia avanzava diritti al trono di Madrid, per via della dote mai versata di Caterina Michela d'Asburgo, moglie di Carlo Emanuele I, ma Carlo II aveva fatto testamento in favore di Filippo di Borbone, quello che sarebbe divenuto Filippo V di Spagna, che era il secondogenito del Delfino di Francia.
Questa scelta fece sì che Vittorio Amedeo II si trovasse accerchiato su tutti i fronti dall'alleanza franco-spagnola, poiché anche il Milanese era passato in mano a Filippo V.
Obbligato a sottoscrivere un'alleanza triennale con Francia e Spagna, Vittorio instaurò dei contatti segretissimi con l'imperatore, preparandosi a cambiare campo allo scadere del trattato. L'alleanza con la Francia lo impegnava a dare la propria figlia Maria Gabriella in moglie a Filippo V ed a portare personalmente 8.000 fanti e 2.500 cavalieri entro il mese d'agosto al campo dell'esercito franco-spagnolo, del quale avrebbe assunto nominalmente il comando supremo. In cambio avrebbe ricevuto un sussidio annuo di 650.000 scudi per le spese di guerra.
Vittorio Amedeo non aveva però la minima intenzione di farsi rinserrare tra i Borboni e l'11 aprile 1701, cinque giorni dopo la firma del trattato, scrisse al suo ambasciatore a Vienna, incaricandolo d'assicurare all'imperatore, nella più grande segretezza, che non cercava di meglio che poterglisi alleare. Nell'agosto del 1703 il conte Auersperg, ambasciatore imperiale, giunse a Torino in gran segreto e perfezionò gli accordi. Luigi XIV fu informato delle trattative dal suo servizio segreto e ordinò di neutralizzare lo Stato sabaudo: le truppe francesi in Lombardia fecero prigioniero a San Benedetto Po il contingente piemontese, mettendone parte in carcere nelle fortezze spagnole della Lombardia e inglobando il resto nell'esercito destinato in Germania; quando la notizia giunse a Torino, l'ambasciatore di Francia venne arrestato e condotto nella cittadella.
I francesi passarono all'offensiva in Piemonte e nell'arco di tre anni riuscirono a prendere Vercelli, Susa, Ivrea e Aosta. Torino stessa fu minacciata da vicino, ma nessuno tra i comandanti nemici giudicava fattibile un assedio alla capitale se prima non fossero state prese le fortezze che la circondavano come un anello.
I tentativi dell'esercito imperiale, condotto da Eugenio di Savoia - appena reduce dalla vittoria di Blindheim (“Blenheim” per gli inglesi) assieme a John Churchill, Duca di Marlborough - impegnarono a fondo l'esercito franco-spagnolo in Lombardia, ma non riuscirono a sbloccare la situazione. Un ulteriore tentativo offensivo fatto dal principe Eugenio nel 1705 a Cassano d'Adda si risolse con una vittoria difensiva del comandante francese, suo cugino duca di Vendôme. Dopo un primo abbozzo di blocco nel 1705, nella primavera del 1706 i francesi si decisero ad assediare Torino.

### Assedio di Torino

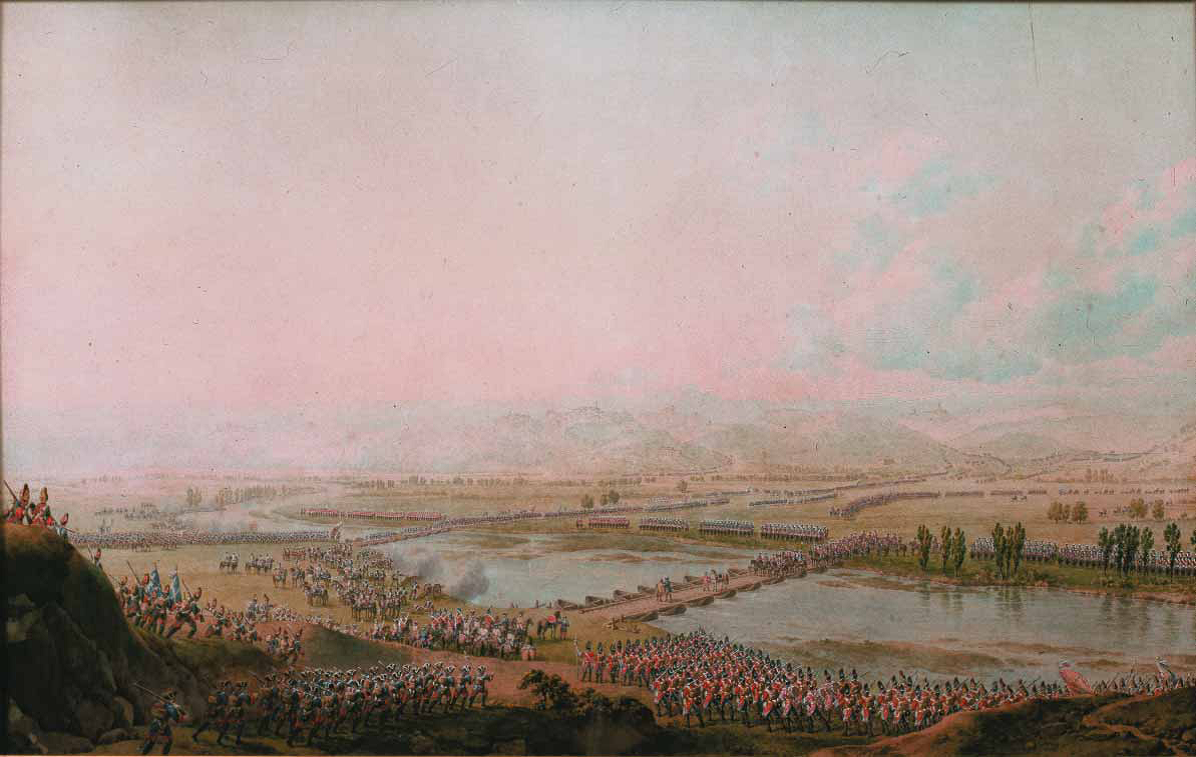
L'incontro di Vittorio Amedeo II e del principe Eugenio di Savoia sul Tanaro, dipinto di Giuseppe Pietro Bagetti, 1706

Il dispiegamento di forze francesi per l'assedio era imponente. Dovevano superare le difese della cittadella, una fortezza considerata tra le più inaccessibili d'Europa, voluta dal duca Emanuele Filiberto e fiore all'occhiello della difesa sabauda; ma l'assedio si limitò ad essa e non alla cinta muraria della città, che fu solo accerchiata e bloccata. Il bombardamento contro la cittadella era incessante, ma poiché le sue mura erano molto basse, le palle e le bombe cadevano in tutta la città. Mentre le scorte alimentari erano sufficienti a resistere a un lungo assedio, quelle di munizioni bastavano per circa cinque mesi. Vittorio Amedeo fece uscire la famiglia, mandandola a Genova, ospite della Repubblica, poi si mise alla testa della cavalleria e uscì anche lui da Torino per molestare gli assedianti. Lasciò il comando della città al generale imperiale Wirich von Daun, mandatogli dal principe Eugenio.

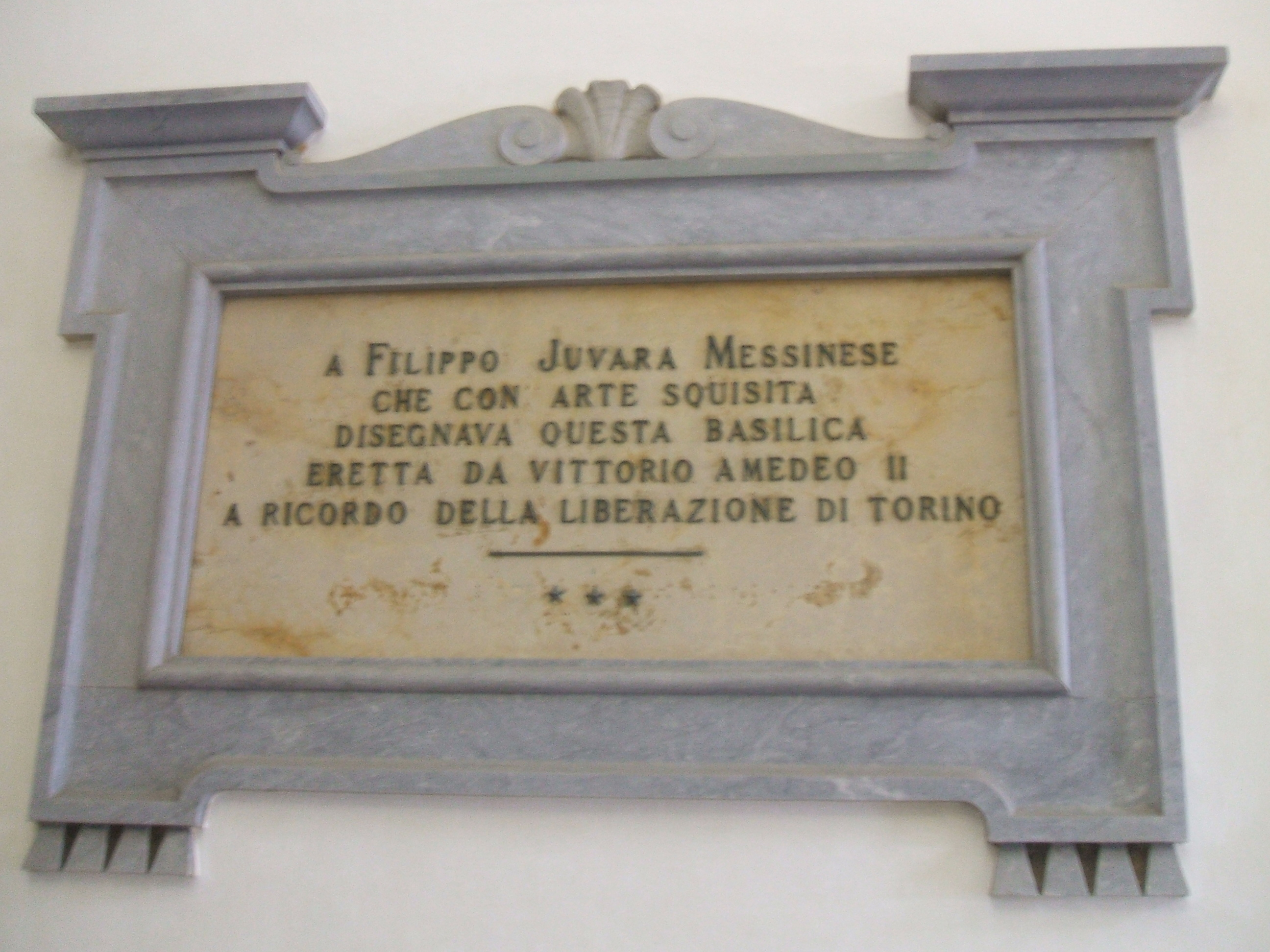
Una targa commemorativa nella basilica di Superga per la sua costruzione, sotto progetto di Filippo Juvarra, voluta da Vittorio Amedeo per la vittoria nell'assedio di Torino del 1706

Fin dalla costruzione della cittadella nel XVI secolo erano state scavate dai piemontesi delle gallerie di mina, cioè dei lunghi cunicoli che si diramavano nella campagna come i rami degli alberi, al termine dei quali erano piazzate delle cariche esplosive, che venivano fatte saltare sotto i piedi del nemico. I francesi ne conoscevano l'esistenza, ma non i percorsi, per cui cercarono d'intercettarle, ma con poco successo. Fu proprio in una di queste gallerie che, nella notte del 29 agosto, penetrò un gruppo di granatieri francesi che fu fermato dall'eroico sacrificio di Pietro Micca.
Il 29 agosto, dopo aver evitato i nemici passando sulla riva destra del Po all'altezza della confluenza della Dora Riparia ed aver compiuto una lunga e rapida marcia verso ovest, il principe Eugenio si incontrò con Vittorio Amedeo presso Carmagnola. Da lì proseguirono in direzione della città assediata: il 2 settembre salirono sul colle di Superga. Secondo una leggenda, Vittorio Amedeo fece voto alla Madonna di erigerle una grande chiesa, in posizione dominante, sulla collina, ove in quel momento sorgeva solo un piccolo pilone, se avesse concesso la liberazione di Torino. La mattina del 7 settembre la battaglia iniziò ad infuriare sotto le mura della cittadella. I francesi furono annientati completamente. Come ringraziamento per la stupefacente vittoria, Vittorio Amedeo, divenuto re di Sicilia, fece costruire la basilica di Superga, opera dell'architetto Filippo Juvarra.

### Re di Sicilia

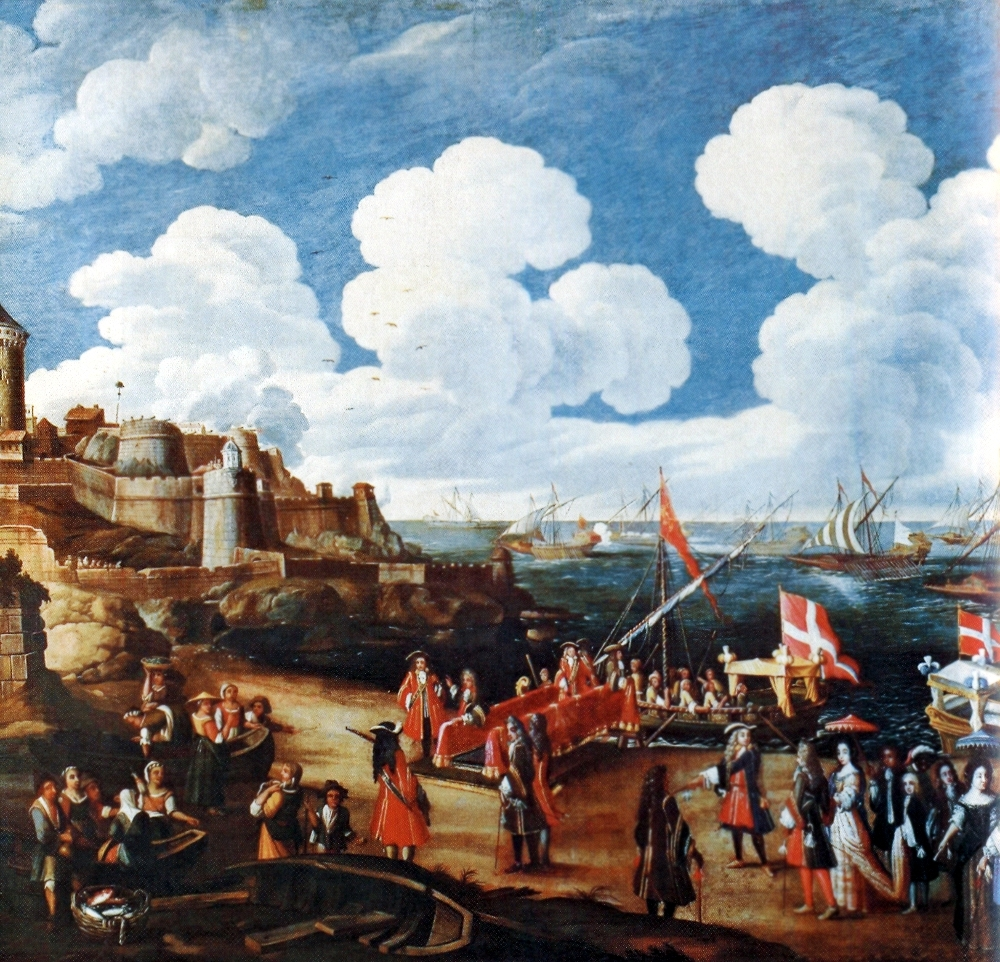
Vittorio Amedeo II e Anna Maria di Borbone-Orléans partono da Nizza alla volta di Palermo per essere incoronati re e regina di Sicilia nel 1713

Dopo la cocente disfatta francese presso Torino, Vittorio Amedeo II, spinto dall'Inghilterra, che pagava grossi sussidi a lui e all'Impero, accettò di marciare verso Tolone. L'avanzata delle truppe imperiali e piemontesi, appoggiate da una squadra anglo-olandese, verso la base della flotta francese del Mediterraneo ebbe successo. Tolone fu assediata in luglio, mentre gli alleati inglesi, occupate le isole di Lerino, la bloccavano dal mare. La flotta del Re Sole fu sommersa dai francesi per evitarne la distruzione e proteggerla in qualche modo dai tiri, ma quando gli assedianti si ritirarono, nella notte tra il 22 e il 23 agosto 1707, e la flotta fu riportata a galla, si vide che le cannonate nemiche ne avevano forato ponti e carene e che era completamente distrutta. Al ritorno in Italia, Vittorio Amedeo ed Eugenio devastarono la Francia sud-orientale e riconquistarono le fortezze di Exilles e Fenestrelle e la città di Susa, cadute in mano francese anni prima.
La morte di Giuseppe I mise sul trono imperiale il fratello Carlo VI, che era il pretendente al trono di Spagna, per cui, per evitare la concentrazione nelle mani di un solo sovrano dei territori spagnoli e imperiali, la Gran Bretagna aprì delle trattative e concluse un armistizio, seguita dalla Repubblica delle Sette Province e poi da Savoia e Prussia.

Stemma di Vittorio Amedeo II di Savoia, re di Sicilia dal 1713 al 1720

La pace fu firmata a Utrecht e, proprio mediante i trattati omonimi, la Casa Savoia ottenne vantaggi maggiori del previsto. A Vittorio Amedeo II andarono Alessandria, la Lomellina, il Monferrato, Pragelato e l'alta Val di Susa, la Valsesia e i feudi delle Langhe. Inoltre, grazie alla pressione inglese, egli otteneva il titolo di re di Sicilia e quindi la potestà feudale su Malta. Il 10 giugno 1713 la Spagna firmò il documento di cessione dell'isola ai Savoia, ma con delle condizioni pericolose:
- la Casa di Savoia non avrebbe mai potuto vendere l'isola o scambiarla con un altro territorio;
- se il ramo maschile dei Savoia si fosse estinto, essa sarebbe tornata alla corona di Madrid;
- tutte le immunità in uso in Sicilia non sarebbero state abrogate.

In realtà, proprio l'ultimo punto non fu rispettato da Vittorio Amedeo II e fu preso a pretesto per la guerra che ne seguì. All'ultimo momento, Filippo V fece aggiungere un'ulteriore condizione, secondo cui:
- il Re di Spagna sarebbe stato in grado di disporre a suo piacimento dei beni confiscati ai sudditi siciliani rei di tradimento.

Vittorio Amedeo accettò quest'ultima condizione per evitare che una sua protesta potesse rinviare la stesura dei trattati: l'obiettivo del duca era cingere la corona regia. Il documento con cui si cedeva la Sicilia ai Savoia venne siglato il 13 luglio successivo. Gli araldi lo stesso giorno percorsero Torino annunciando l'acquisizione del titolo regio da parte di Vittorio Amedeo. Una folla esultante si accalcò davanti al palazzo ducale acclamando il nuovo re.

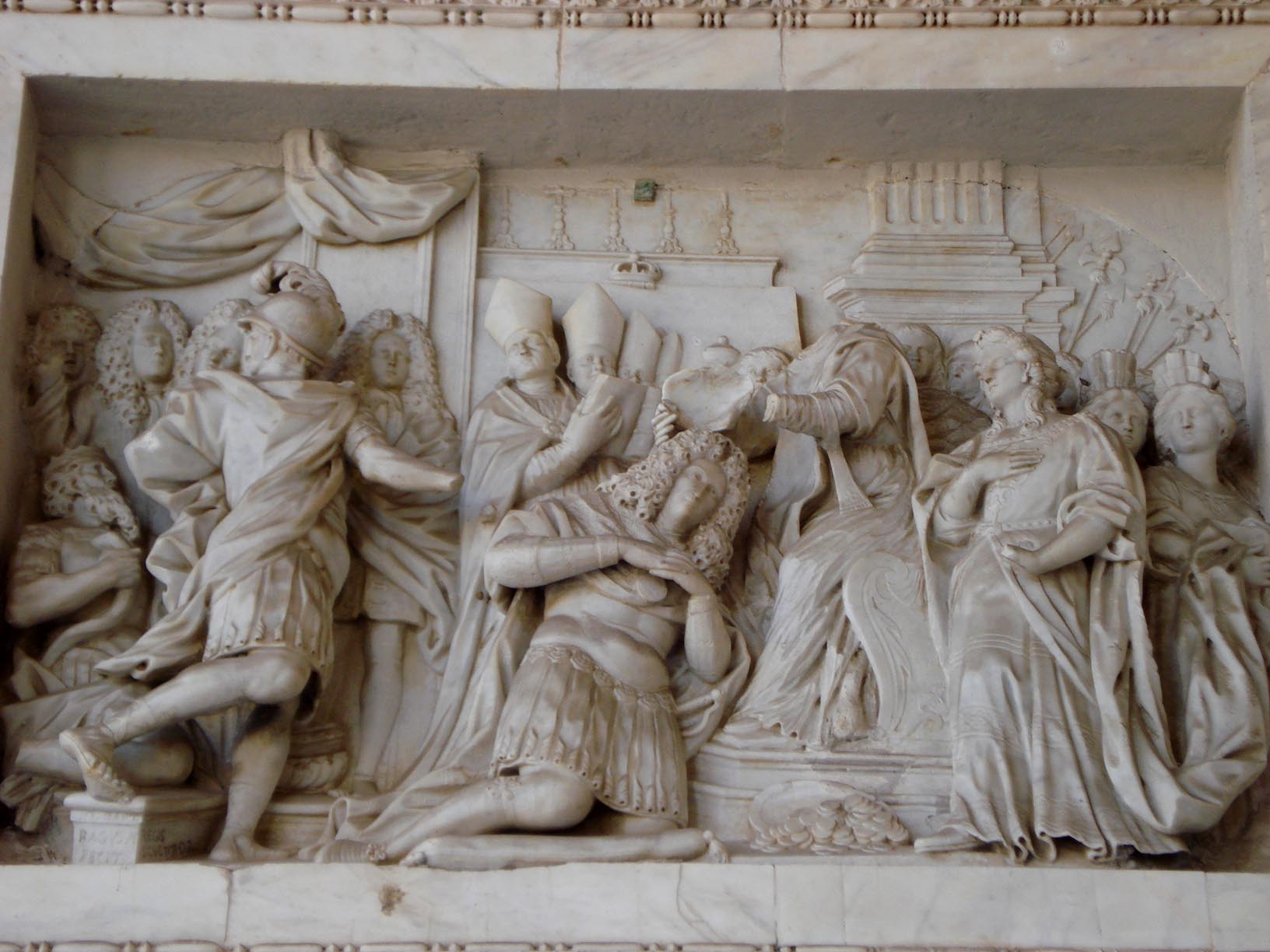
L'incoronazione di Vittorio Amedeo a re di Sicilia in un bassorilievo nella cattedrale di Palermo

Il 27 luglio 1713 Vittorio Amedeo II, in procinto di partire per la Sicilia, nominò il suo maschio primogenito, Vittorio Amedeo, principe del Piemonte, luogotenente degli stati di terraferma; ma, poiché aveva sedici anni, fu assistito da un consiglio di reggenza. Il 3 ottobre una flotta inglese salpò, con a bordo il futuro re, da Nizza alla volta di Palermo, ove sbarcò circa venti giorni dopo. Il 24 dicembre, dopo una sontuosa cerimonia nella cattedrale di Palermo, Vittorio Amedeo II e la moglie Anna Maria di Orléans ricevettero la corona regia.
Al Parlamento siciliano egli così si espresse in una delle prime sedute:
(Carutti, cap. XIX)
I buoni intenti del re vennero messi in pratica nella lotta contro il brigantaggio, nello sviluppo della marina mercantile e nella creazione di quella militare, specie per la lotta alla pirateria nordafricana, nonché nella riorganizzazione delle finanze e dell'esercito. Per converso dovette aumentare la pressione fiscale sull'isola con tasse ordinarie e tributi straordinari e, per ottenere una riorganizzazione dell'apparato statale sul modello già sperimentato con successo in Piemonte, iniziò un accentramento che portò in breve alla riduzione dei privilegi nobiliari e allo scontro con quella parte dell'aristocrazia che era di ascendenza spagnola e che quindi si dichiarò lesa nei diritti ed immunità che egli aveva promesso di rispettare. La permanenza del re in Sicilia durò meno di un anno, fino al 7 settembre 1714, lasciando nell'isola fino al 1718 come viceré il conte Annibale Maffei.

### Re di Sardegna

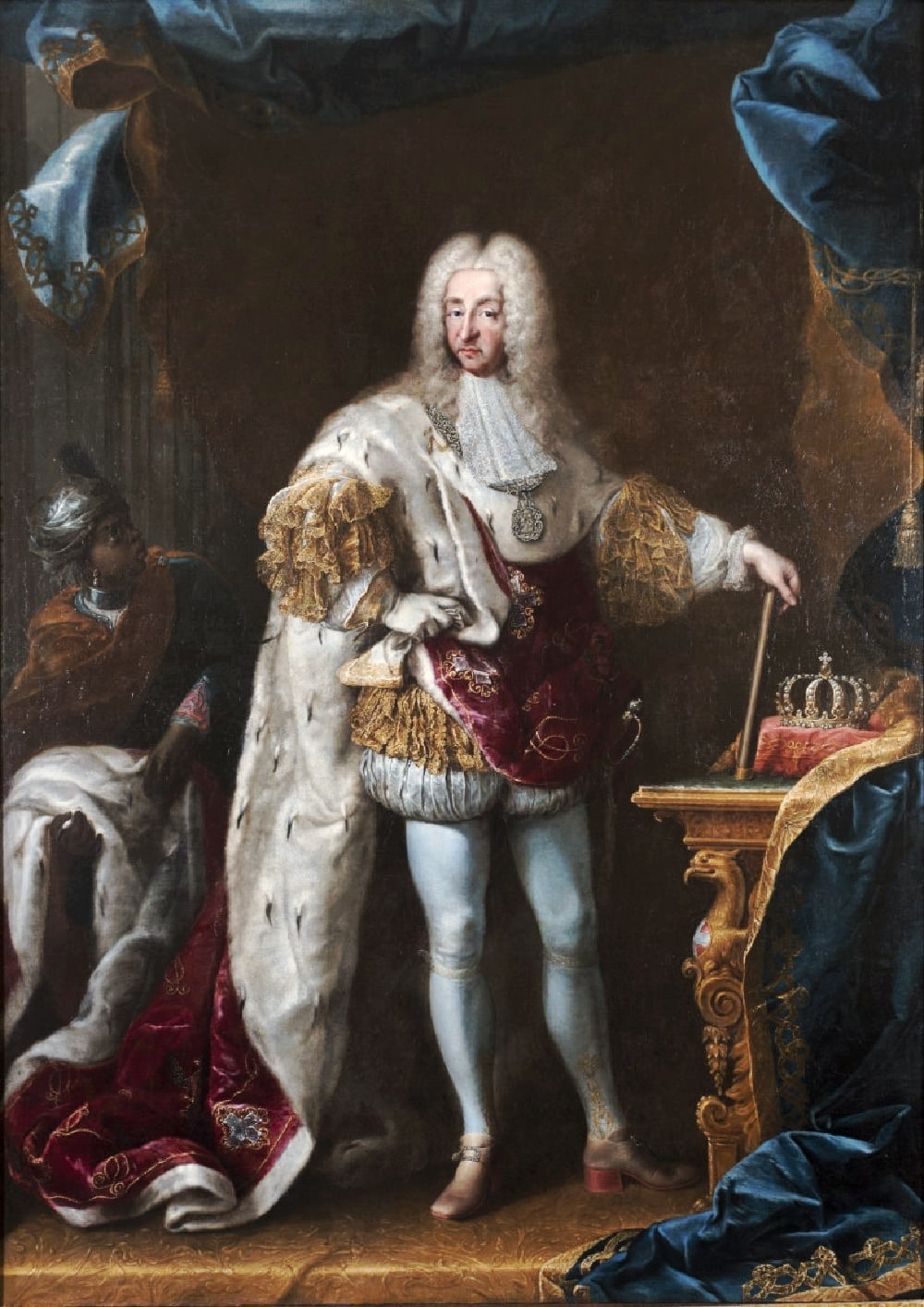
Vittorio Amedeo II di Savoia ritratto con le insegne regali come re di Sardegna

La pace di Utrecht, con tutto ciò che comportò, fu uno spartiacque nella storia piemontese, perché diede ai Savoia la corona regale, ma non assicurò loro il dominio sulla Sicilia. La Spagna, infatti, stava fortemente riarmandosi, intenzionata a riprendere tutto ciò che aveva perso in Italia e che era andato in mano ai Savoia e, soprattutto, all'Austria. Una prima offensiva portò la flotta spagnola a sbarcare un corpo di spedizione che conquistò la Sardegna nel 1717. Non si sapeva se la mossa seguente sarebbe stata contro il dominio austriaco a Napoli o contro la Sicilia: fu contro la Sicilia, che occupò nel 1718. Le poche truppe sabaude si chiusero nelle fortezze costiere e attesero soccorsi dall'imperatore. Preoccupate dall'azione spagnola, Francia, Paesi Bassi, Inghilterra e Austria si unirono in una Quadruplice Alleanza, ma la condizione posta dall'imperatore era che la Sicilia passasse a lui, lasciando la meno strategica Sardegna.
Vittorio Amedeo non aveva scelta e, quando gli arrivò la proposta di aderire alla Quadruplice Alleanza in cambio del titolo di re di Sardegna, sentendosi senza via di scampo accettò. La distruzione dell'imponente flotta spagnola nella battaglia di Capo Passero e il conseguente passaggio dalla Calabria in Sicilia degli imperiali, che rilevarono i piemontesi e poi batterono gli spagnoli, furono basilari per la vittoria della Quadruplice Alleanza (1720). In seguito ad essa, il trattato dell'Aia (20 febbraio 1720) consegnò a Casa Savoia la Sardegna, con il titolo di «Re di Sardegna», in cambio della Sicilia: l'isola era più vicina, ma meno ricca e meno popolata e all'epoca non fu un cambio ritenuto molto vantaggioso.

#### Politica interna

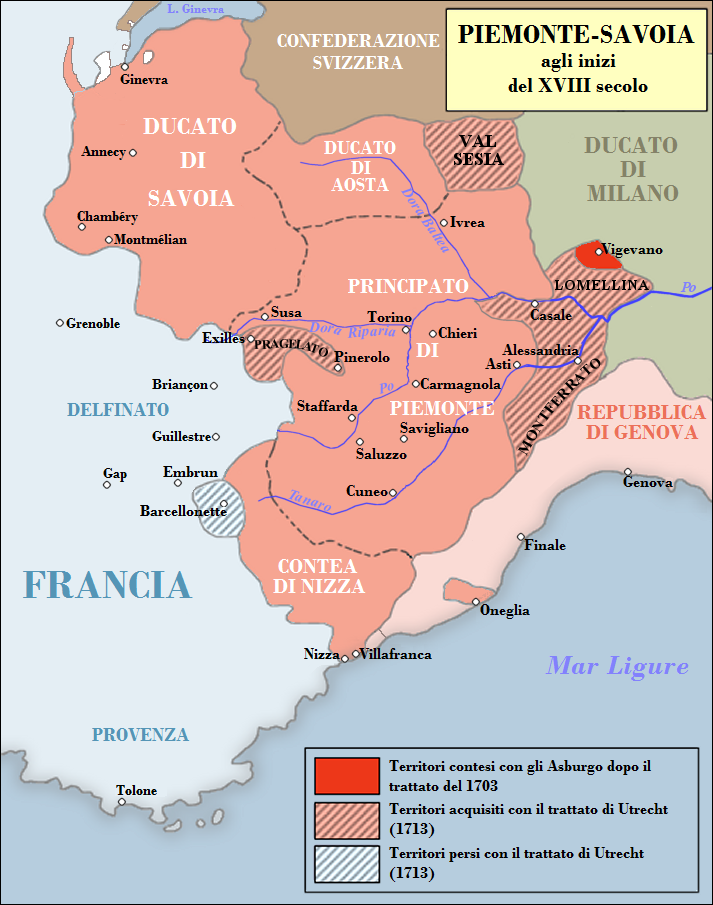
Annessioni del Piemonte sotto Vittorio Amedeo II

Vittorio Amedeo II riteneva che il sovrano dovesse essere il punto di riferimento essenziale per l'organizzazione istituzionale, conducendo così una politica antinobiliare, basandosi sulla frantumazione del feudo. Su proposta del ministro Andrea Platzaert, il sovrano ordinò una ricompilazione delle vecchie leggi ed una loro riforma: le Leggi e costituzioni di Sua Maestà, redatte nel 1723 e riviste nel 1729.
Attuò una politica mercantilistica, abolendo i dazi interni e tassando fortemente l'esportazione di seta greggia per favorire la produzione interna; in campo amministrativo, avvalendosi dell'opera del ministro Pietro Mellarède de Bettonet, riordinò la burocrazia con la creazione di un governo centrale e l'apparato fiscale con l'attuazione di un'imposta generale su tutti i redditi e abolendo molti privilegi fiscali regionali e delle classi privilegiate. Durante il suo regno inoltre fu organizzata un'accademia militare e l'università di Torino fu laicizzata.

### Secondo matrimonio

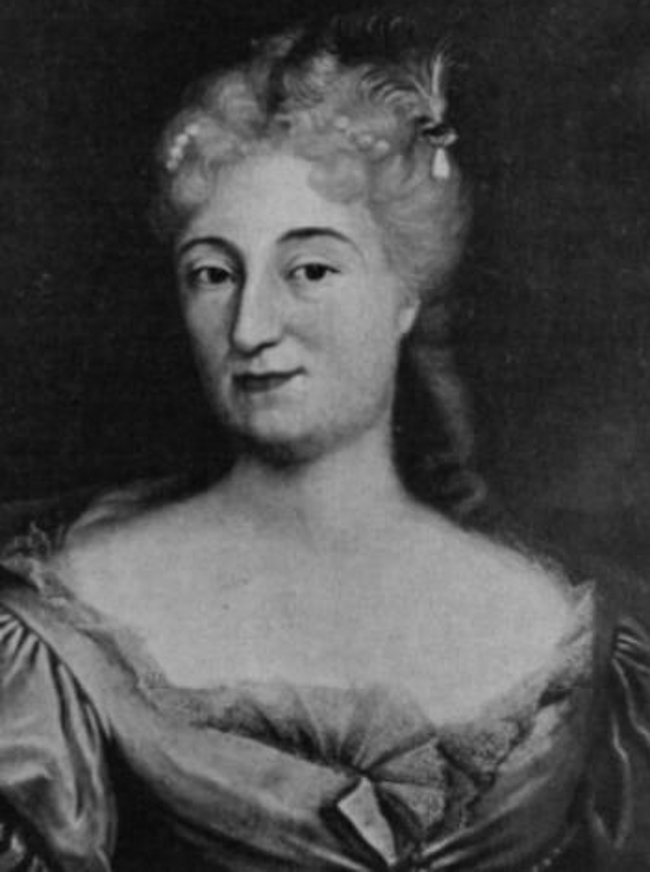
Anna Canalis di Cumiana, contessa di Cumiana, poi creata marchesa di Spigno, moglie morganatica del re

Il 12 agosto 1730, dopo la morte di Anna d'Orléans, sposò morganaticamente in seconde nozze Anna Canalis, contessa di Cumiana, poi creata marchesa di Spigno. Il matrimonio fu annunciato pubblicamente il 3 settembre 1730. Da questo matrimonio Vittorio Amedeo II non ebbe figli.

### Ultimi anni e morte

Moneta raffigurante Vittorio Amedeo II di Sardegna

Lentamente, con il passare degli anni, i trionfi politici e militari avevano infastidito e stancato il re. Non presenziava quasi più alle feste e ai ricevimenti, anzi tendeva ad evitare la vita di corte. Amante della semplicità, l'unico lusso che si concedeva era l'elegantissima parrucca stile Luigi XIV. A peggiorare il suo carattere schivo ed introverso fu la vera e propria crisi che lo colpì in seguito alla morte del figlio primogenito, il prediletto Vittorio Amedeo Filippo. A corte si temette che il re fosse sul punto di impazzire. Lentamente, il sovrano rientrò in sé, ma i suoi nervi rimasero scossi per l'accaduto e anche la sua voglia di regnare iniziò a venir meno. Con rassegnazione, accettò di cedere le redini del governo al secondogenito (Carlo Emanuele), che egli non amava.
Verso il 1728 la sua salute peggiorò e decise di abdicare in favore del figlio Carlo Emanuele III di Savoia, pur continuando a controllare gli affari di governo dando consigli perentori e non allontanandosi dalla vita di corte. Concluse per il figlio un matrimonio di rilievo con la principessa Anna Luigia Cristina, figlia dell'Elettore Palatino, e dopo la di lei morte concluse un secondo matrimonio con un'altra principessa tedesca, Polissena Cristina d'Assia-Rotenburg. La ferrea mano del padre pressava non poco Carlo Emanuele III: tra le proibizioni impostegli, il divieto di andare a caccia ogni giorno e di convivere negli stessi appartamenti della moglie. L'abdicazione divenne ufficiale solo nel 1730, quando l'ex re sposò morganaticamente Anna Canalis di Cumiana e si ritirò a vita privata in Savoia. Ma la parte di gentiluomo di provincia non si addiceva al carattere di Vittorio Amedeo II. Presto riprese a influenzare il governo del figlio, scrivendo ai ministri e dando ordini ai segretari di palazzo e, come il marchese d'Ormea ebbe a dire:

Era una situazione insostenibile per Carlo Emanuele, ma egli si rassegnava alla volontà paterna. Secondo la versione ufficiale dei fatti, fu sotto l'influenza della seconda moglie, la marchesa di Spigno, che Vittorio Amedeo II tentò di riprendersi il trono. Il suo isolamento avrebbe inasprito il suo carattere - si disse - e vedeva il suo Stato nelle mani di un figlio debole e incapace. Così egli si espresse in riguardo alla sua abdicazione:
Dichiarato nullo il suo atto di abdicazione, dunque, minacciò anche di far intervenire gli imperiali nelle contese con il figlio. Carlo Emanuele si vide dunque obbligato a usare la forza e, con l'approvazione unanime del Consiglio dei Ministri, Vittorio Amedeo II venne arrestato a Moncalieri e imprigionato dapprima nel castello di La Rotta. In seguito Vittorio Amedeo II venne trasferito e confinato nel castello di Rivoli, che da allora fu presidiato da un grande contingente di truppe, impedendogli di rimanere da solo in qualunque momento.
Vittorio Amedeo reagì sulle prime con veemenza e si temette persino che il furore lo portasse alla pazzia. Tutte le sue proteste furono inutili. Ottenne, solo dopo umilianti suppliche, che la marchesa di Spigno fosse accompagnata a Rivoli, presso la sua residenza.
Il 5 febbraio 1731 Vittorio Amedeo II fu colpito da un ictus e la sua salute peggiorò drasticamente. Egli chiese di poter cambiare residenza e Carlo Emanuele III gli concesse di ritornare a Moncalieri, dove fu trasportato nell'aprile 1732 su una lettiga scortata da numerosi soldati. Ivi, nella desolazione, si spense la sera del 31 ottobre 1732. Lo storico Domenico Carutti riferisce gli ultimi momenti di vita del principe:
(D. Carutti, Storia del Regno di Vittorio Amedeo II, cap. XXVIII)
Il Marchese del Borgo, allora gran ciambellano, firmò l'atto di morte in data 1º novembre: era il tramonto di un uomo che per quasi mezzo secolo aveva dominato la scena politica italiana. La salma di Vittorio Amedeo II venne tumulata nella cripta reale della basilica di Superga, dove tutt'oggi riposa.

## Eredità
Vittorio Amedeo II seppe destreggiarsi con abilità nelle complesse vicende politiche dell'epoca. I suoi passaggi di bandiera così repentini, che fecero dire a Luigi XIV che
furono il capolavoro politico del re.
Tra i contributi dati dal re alla città di Torino si ricordano la riforma dell'università, affidata al siciliano Francesco d'Aguirre, e la costruzione di nuovi monumenti e chiese, affidati agli architetti Juvarra e Bertola, i cui interventi lanciarono il barocco in città. In quegli anni il capoluogo sabaudo si ingrandì, diventando il maggiore centro del territorio alpino. Il 25 ottobre 1720, con la Regia Costituzione, istituì la Biblioteca nazionale di Torino . Nonostante il massacrante assedio del 1706 e le guerre precedenti e successive avessero ridotto la già esigua popolazione piemontese, sotto il governo del primo re di Casa Savoia il Piemonte seppe assurgere al rango di maggiore degli stati italiani.
Ciò, bisogna dire, anche grazie all'intervento e alle volontà di stati stranieri come l'Inghilterra, che vedevano come evento assai favorevole la creazione di una potente e salda monarchia in Italia, meglio ancora se questa nazione fosse stata ai piedi delle Alpi, in modo da frenare qualsiasi altro tentativo espansionistico della Francia. I governanti inglesi videro in Vittorio Amedeo II il personaggio adatto a realizzare questo loro progetto. Iniziava quel lento processo di modernizzazione che avrebbe portato, un secolo e mezzo dopo, all'unità d'Italia.

## Discendenza

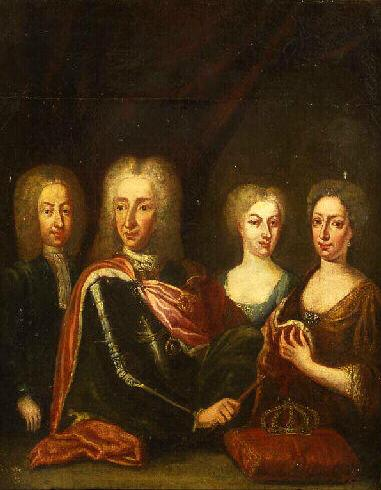
Vittorio Amedeo II di Savoia ritratto nel 1720 coi figli Carlo Emanuele, Maria Adelaide e Maria Luisa Gabriella

Vittorio Amedeo II si sposò due volte:
- Dal suo matrimonio con Anna Maria di Orléans nacquero:
  - Maria Adelaide (1685 - 1712), andata sposa a Luigi, duca di Borgogna, figlio di Luigi, il Gran Delfino, e quindi nipote in linea diretta del Re Sole. Fu madre di Luigi XV, re di Francia;
  - Maria Anna di Savoia (1687-1690);
  - Maria Luisa Gabriella (1688 - 1713), andata sposa a Filippo V, re di Spagna;
  - Vittorio Amedeo (1699 - 1715), Principe di Piemonte;
  - Carlo Emanuele (1701 - 1773), futuro duca di Savoia e re di Sardegna con il nome di Carlo Emanuele III;
  - Emanuele Filiberto (1705-1705), morto 18 giorni dopo la nascita.
- Dal secondo matrimonio morganatico con Anna Canalis, contessa di Cumiana, poi creata marchesa di Spigno, Vittorio Amedeo II non ebbe figli[17].

Ebbe invece due figli illegittimi da Jeanne Baptiste d'Albert de Luynes, meglio conosciuta come Contessa di Verrua:
- Maria Vittoria Francesca (10 febbraio 1690 - Parigi, 8 giugno 1766), andata sposa a Vittorio Amedeo, terzo principe di Carignano;
- Vittorio Francesco Filippo (10 dicembre 1694 - 20 marzo 1762), che sposò nel 1760 Maria Lucrezia Franchi di Ponte Chianale, senza figli.

## Titoli ed onorificenze

Monogramma reale

## Ascendenza
|                                           |                            |                            | Genitori                   |  |  | Nonni |  |  | Bisnonni         |  |  | Trisnonni          |  |
|                                           |                            |                            |                            |  |  |       |  |  | Carlo Emanuele I |  |  | Emanuele Filiberto |  |
|                                           |                            |                            |                            |  |  |       |  |  | Carlo Emanuele I |  |  | Emanuele Filiberto |  |
|                                           |                            | Margherita di Valois       |                            |  |  |       |  |  | Carlo Emanuele I |  |  |                    |  |
| Vittorio Amedeo I                         |                            |                            |                            |  |  |       |  |  | Carlo Emanuele I |  |  |                    |  |
|                                           |                            | Caterina Michela d'Asburgo | Filippo II di Spagna       |  |  |       |  |  |                  |  |  |                    |  |
|                                           |                            | Caterina Michela d'Asburgo | Filippo II di Spagna       |  |  |       |  |  |                  |  |  |                    |  |
|                                           |                            | Caterina Michela d'Asburgo | Elisabetta di Valois       |  |  |       |  |  |                  |  |  |                    |  |
| Carlo Emanuele II                         |                            | Caterina Michela d'Asburgo |                            |  |  |       |  |  |                  |  |  |                    |  |
|                                           |                            | Enrico IV di Francia       | Antonio di Borbone-Vendôme |  |  |       |  |  |                  |  |  |                    |  |
|                                           |                            | Enrico IV di Francia       | Antonio di Borbone-Vendôme |  |  |       |  |  |                  |  |  |                    |  |
|                                           |                            | Enrico IV di Francia       | Giovanna III di Navarra    |  |  |       |  |  |                  |  |  |                    |  |
| Cristina di Borbone-Francia               |                            | Enrico IV di Francia       |                            |  |  |       |  |  |                  |  |  |                    |  |
|                                           |                            | Maria de' Medici           | Francesco I de' Medici     |  |  |       |  |  |                  |  |  |                    |  |
|                                           |                            | Maria de' Medici           | Francesco I de' Medici     |  |  |       |  |  |                  |  |  |                    |  |
|                                           |                            | Maria de' Medici           | Giovanna d'Austria         |  |  |       |  |  |                  |  |  |                    |  |
| Vittorio Amedeo II                        |                            | Maria de' Medici           |                            |  |  |       |  |  |                  |  |  |                    |  |
|                                           | Enrico I di Savoia-Nemours | Giacomo di Savoia-Nemours  |                            |  |  |       |  |  |                  |  |  |                    |  |
|                                           | Enrico I di Savoia-Nemours | Giacomo di Savoia-Nemours  |                            |  |  |       |  |  |                  |  |  |                    |  |
|                                           | Enrico I di Savoia-Nemours | Anna d'Este                |                            |  |  |       |  |  |                  |  |  |                    |  |
| Carlo Amedeo di Savoia-Nemours            | Enrico I di Savoia-Nemours |                            |                            |  |  |       |  |  |                  |  |  |                    |  |
|                                           |                            | Anna di Guisa              | Carlo di Guisa             |  |  |       |  |  |                  |  |  |                    |  |
|                                           |                            | Anna di Guisa              | Carlo di Guisa             |  |  |       |  |  |                  |  |  |                    |  |
|                                           |                            | Anna di Guisa              | Maria di Lorena-Elbeuf     |  |  |       |  |  |                  |  |  |                    |  |
| Maria Giovanna Battista di Savoia-Nemours |                            | Anna di Guisa              |                            |  |  |       |  |  |                  |  |  |                    |  |
|                                           |                            | Cesare di Borbone-Vendôme  | Enrico IV di Francia       |  |  |       |  |  |                  |  |  |                    |  |
|                                           |                            | Cesare di Borbone-Vendôme  | Enrico IV di Francia       |  |  |       |  |  |                  |  |  |                    |  |
|                                           |                            | Cesare di Borbone-Vendôme  | Gabrielle d'Estrées        |  |  |       |  |  |                  |  |  |                    |  |
| Elisabetta di Borbone-Vendôme             |                            | Cesare di Borbone-Vendôme  |                            |  |  |       |  |  |                  |  |  |                    |  |
|                                           |                            | Francesca di Lorena        | Filippo Emanuele di Lorena |  |  |       |  |  |                  |  |  |                    |  |
|                                           |                            | Francesca di Lorena        | Filippo Emanuele di Lorena |  |  |       |  |  |                  |  |  |                    |  |
|                                           |                            | Francesca di Lorena        | Maria del Lussemburgo      |  |  |       |  |  |                  |  |  |                    |  |
|                                           |                            | Francesca di Lorena        |                            |  |  |       |  |  |                  |  |  |                    |  |

## Galleria d'immagini

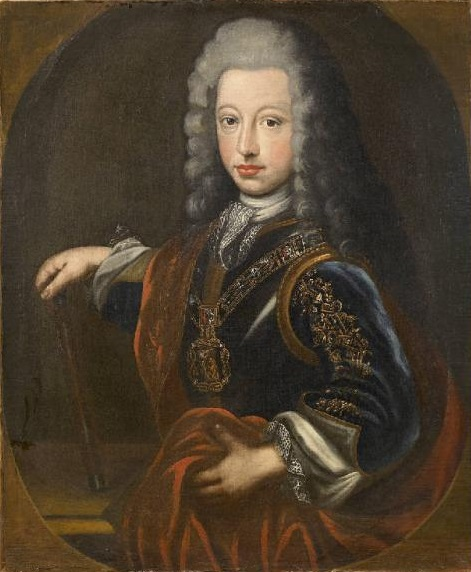
Vittorio Amedeo II di Savoia nel 1684
Vittorio Amedeo ritratto da Henri Gascar nel 1690
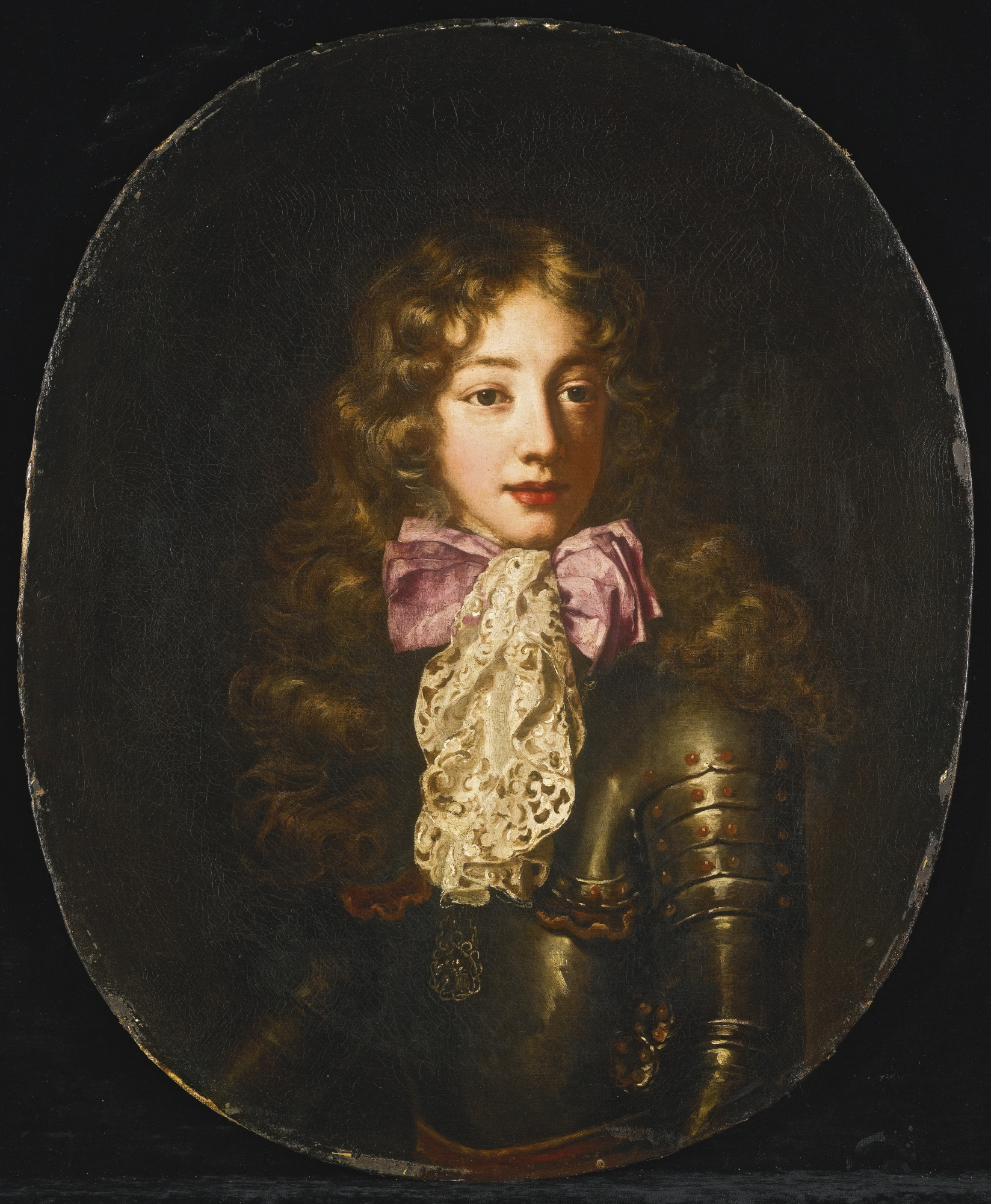
Vittorio Amedeo II, duca di Savoia, ritratto da Jacob Ferdinand Voet
Vittorio Amedeo ritratto da Martin van Meytens, Museo nazionale di Stoccolma
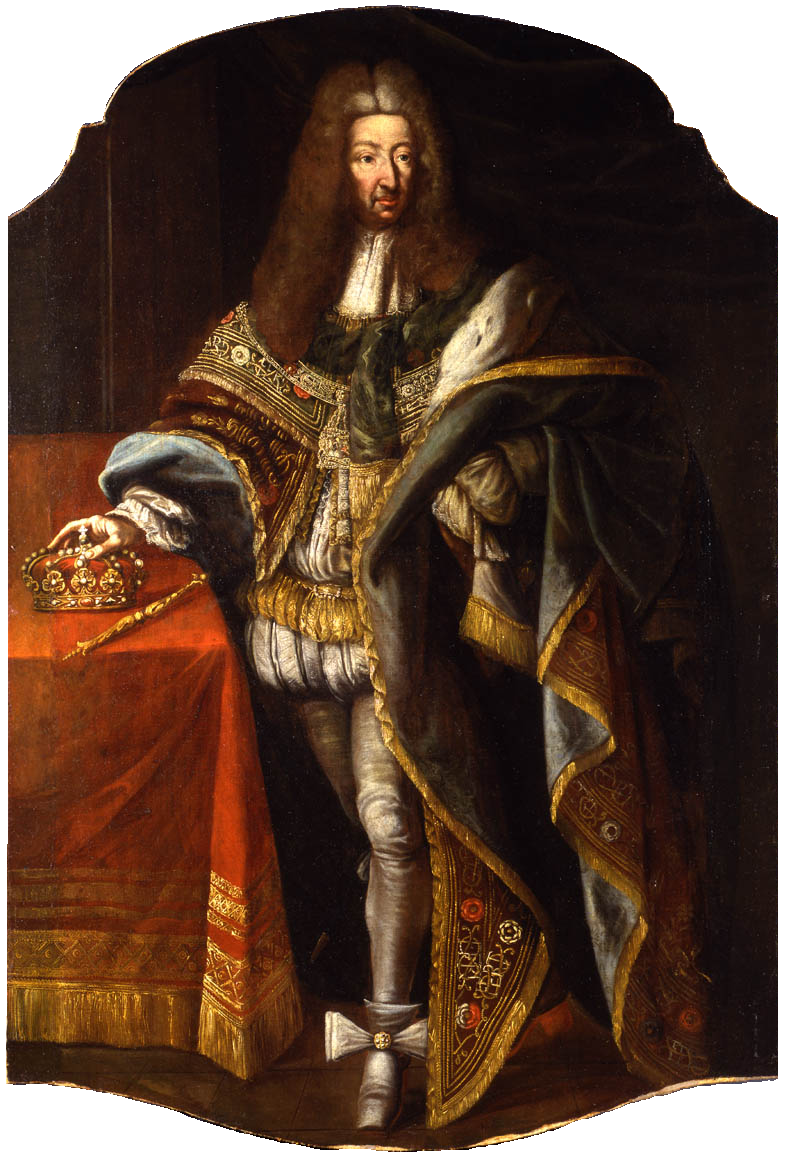
Ritratto di Vittorio Amedeo II con le vesti dell'Ordine dell'Annunziata
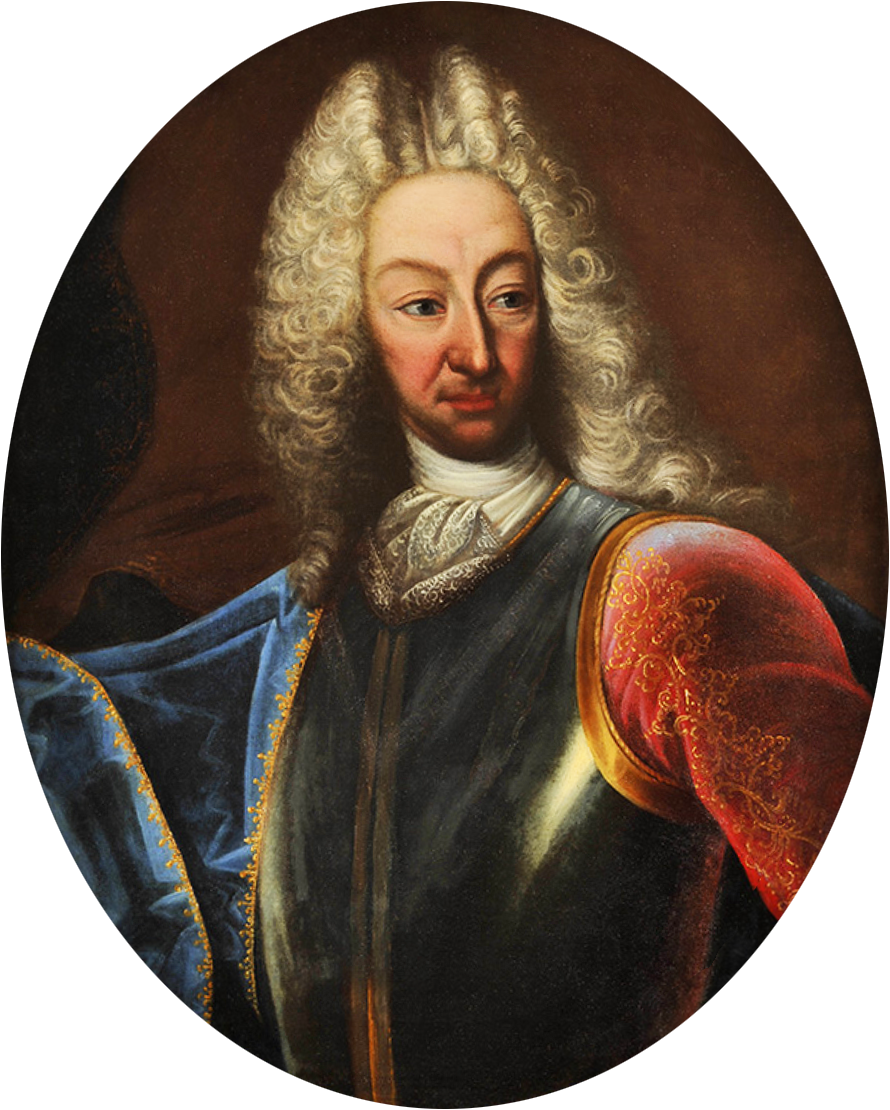
Ritratto di Vittorio Amedeo, re di Sicilia, Palazzo Mazzetti
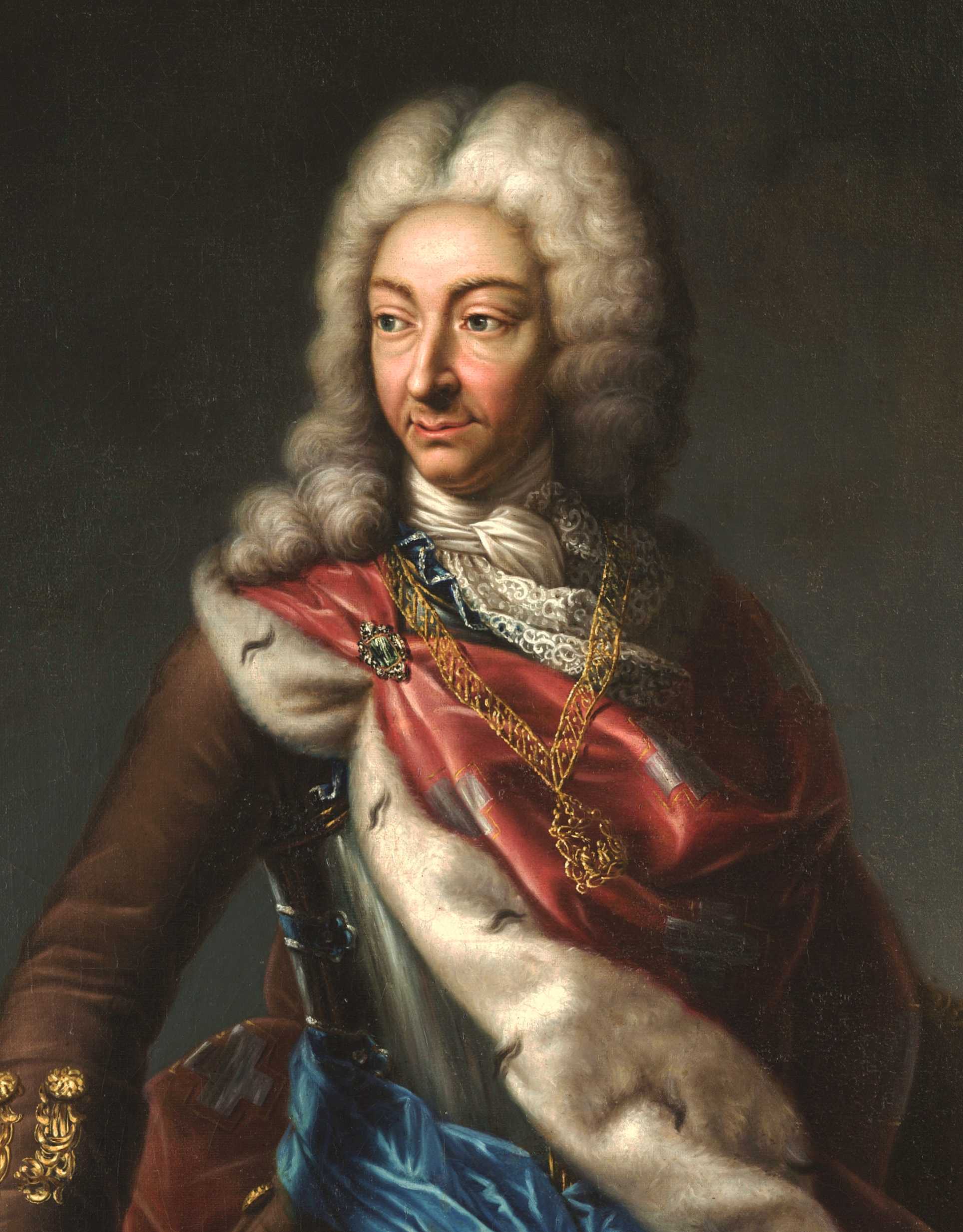
Vittorio Amedeo II di Sardegna
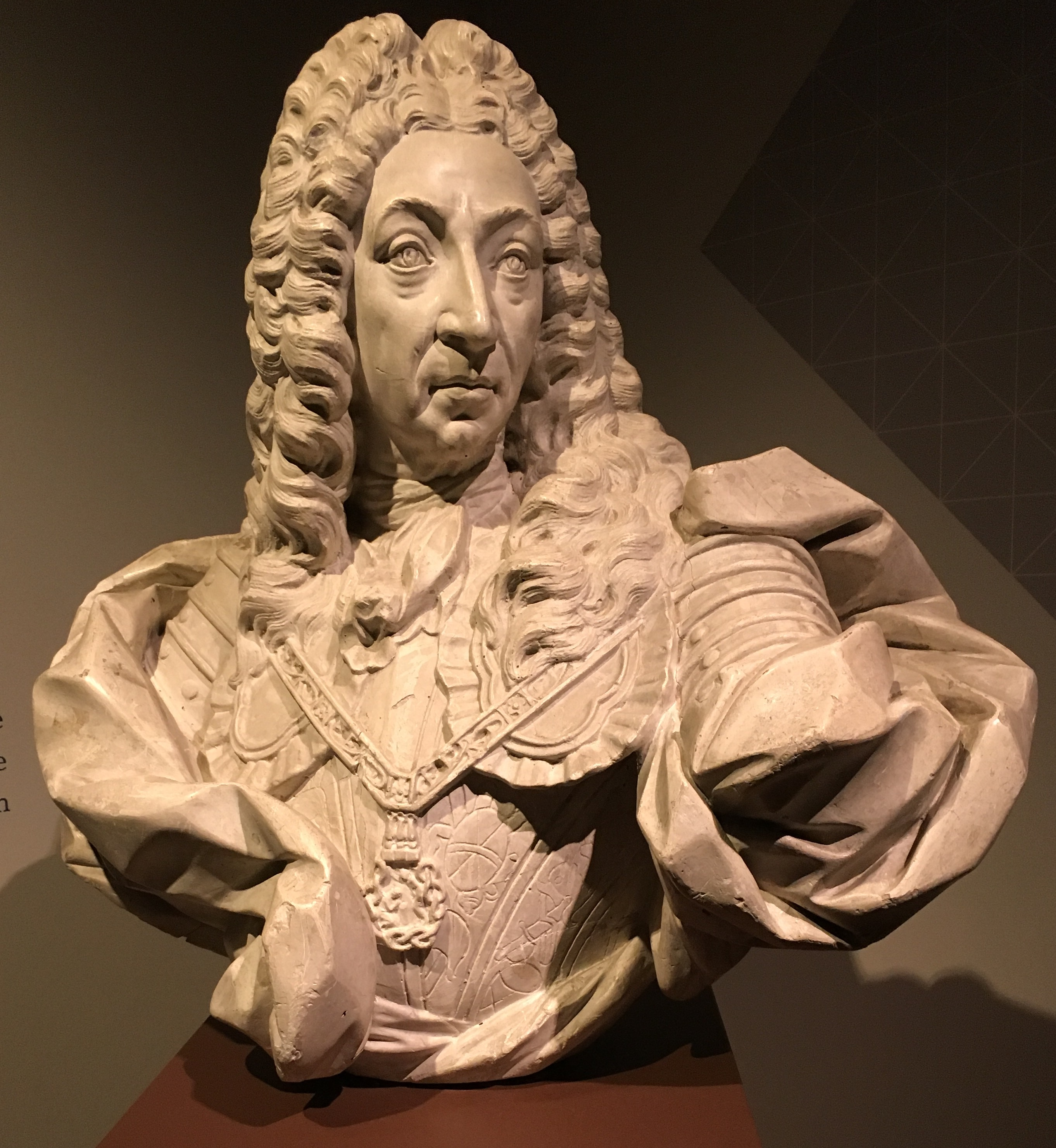
Busto in stucco di Vittorio Amedeo II, di Domenico Ferretti, Reggia di Venaria Reale, 1730-1740 ca.